# سید عباس صالحی
سید عباس صالح شریعتی (زادهٔ ۱۳۴۲) سیاستمدار ایرانی است که در دولت چهاردهم از ۳۱ مرداد ۱۴۰۳، به عنوان وزیر فرهنگ و ارشاد اسلامی فعالیت می‌کند. وی پیش از این نیز در دولت دوازدهم این سمت را برعهده داشت. او همچنین مدیرمسئول مؤسسه و روزنامه اطلاعات و رئیس دانشگاه مذاهب اسلامی است.
صالحی از سال ۱۳۹۲ تا ۱۳۹۶ معاون پیشین امور فرهنگی وزیر فرهنگ و ارشاد اسلامی بود که به واسطه حضور در منصب معاونت فرهنگی و سرپرستی در وزارت فرهنگ و ارشاد اسلامی وارد عرصه سیاست و رسانه شد. صالحی در ۱۷ مرداد ۱۳۹۶ خورشیدی از سوی حسن روحانی به عنوان وزیر فرهنگ و ارشاد اسلامی دولت دوازدهم به مجلس شورای اسلامی معرفی شد و توانست از مجلس رأی اعتماد بگیرد.

## زندگی‌نامه
سید عباس صالحی زاده ۱۳۴۲ در مشهد است و دارای تحصیلات دکترای فلسفه از یکی از دانشگاه‌ها و پژوهشگاه‌های وابسته به حوزه علمیه است.
وی در سال ۱۳۵۱ وارد حوزه علمیه مشهد شد و دروس مقدماتی، سطوح مقدماتی و عالی را در آنجا گذراند. در سال ۱۳۶۰ به حوزه علمیه قم رفت و دروس خارج را تا سال ۱۳۶۸ در قم گذراند. وی سپس به مشهد بازگشت و در دروس خارج استادان مشهد ادامه تحصیل داد. صالحی در مشهد در دروس سید عزالدین حسینی زنجانی و سید ابراهیم علم‌الهدی شرکت می‌کرد. صالحی در سال ۱۳۷۶ دوباره به حوزه علمیه قم مراجعت تحصیلی و علمی داشت.
عباس صالحی دروس مقدماتی را در مدرسه موسوی‌نژاد و دروس سطح را در خدمت صالحی، مدرسی و محمدتقی فلسفی گذراند. در حوزه علمیه قم از دروس حسین وحید خراسانی و میرزا جواد تبریزی بهره‌مند شد. وی همچنین در مباحث فلسفی از غلامحسین ابراهیمی دینانی، یحیی انصاری شیرازی و حسن حسن‌زاده آملی بهره برده است. عباس صالحی ابتدای ورود به حوزه، به تدریس اصول فقه، شرح لمعه، معالم و مکاسب مشغول بود.
صالحی از سال ۱۳۶۱ در مجله حوزه به عنوان یکی از نویسندگان آن مشغول به فعالیت بود. او همچنین از همکاران تفسیر راهنما از ابتدای فعالیت تا مراحل پایانی آن بود. ضمناً در پاره‌ای از پروژه‌ها و فعالیت‌های علمی، در مدیریت یا در طراحی آن مانند کاربرد دانش اصول در فقه نقش‌هایی داشت. عباس صالحی بین سال‌های ۱۳۶۵ تا ۱۳۶۷ سردبیر مجله حوزه و در سال‌های ۱۳۷۳ تا ۱۳۷۶ مسئول دفتر تبلیغات اسلامی خراسان بود. از سال ۱۳۷۶ تاکنون در سه دوره متوالی عضو هیئت مدیریه دفتر تبلیغات اسلامی (و سپس عضو هیئت امنای آن) بود.
عباس صالحی از سال ۱۳۷۶ مدیر مسئول نشریه پژوهش‌های قرآنی و از همان سال عضو هیئت تحریریه نشریات فقه اهل بیت و کاوش فقه در فقه اهل بیت بود. صالحی در ادامه فعالیت‌های خود در سال ۱۳۷۸ مدیر مسئولی و سردبیری نشریه پگاه را بر عهده داشت که تاکنون ۱۷۶ شماره از آن منتشر شده است.
وی در تاریخ ۲۱ مرداد ۱۴۰۳ به عنوان وزیر پیشنهادی فرهنگ و ارشاد اسلامی دولت چهاردهم به مجلس شورای اسلامی معرفی گردید.

## وزارت فرهنگ و ارشاد اسلامی
وی در دولت یازدهم و در دوره وزارت علی جنتی با هدف کاهش حساسیت قم در موضوعات ممیزی کتاب، از سوی علی جنتی به معاونت فرهنگی وزارت فرهنگ و ارشاد اسلامی منصوب شد. در ۲۸ مهر ۱۳۹۵ علی جنتی از سمت وزیر ارشاد استعفا داد. حسن روحانی، بلافاصله پس از استعفای علی جنتی، سید عباس صالحی را به سرپرستی وزارت فرهنگ و ارشاد منصوب کرد. صالحی تا زمان اخذ رأی اعتماد از مجلس، سرپرست این وزاتخانه باقی ماند. با آغاز به کار دولت دوم حسن روحانی، وی از سوی حسن روحانی به عنوان وزیر پیشنهادی فرهنگ و ارشاد اسلامی به مجلس معرفی شد و توانست با کسب ۲۴۲ رای موافق، ۲۵ رای مخالف و ۲۱ رای ممتنع از مجموع ۲۸۸ رای ماخوذه وزیر فرهنگ دولت دوازدهم شود.

## ریاست دانشگاه مذاهب اسلامی

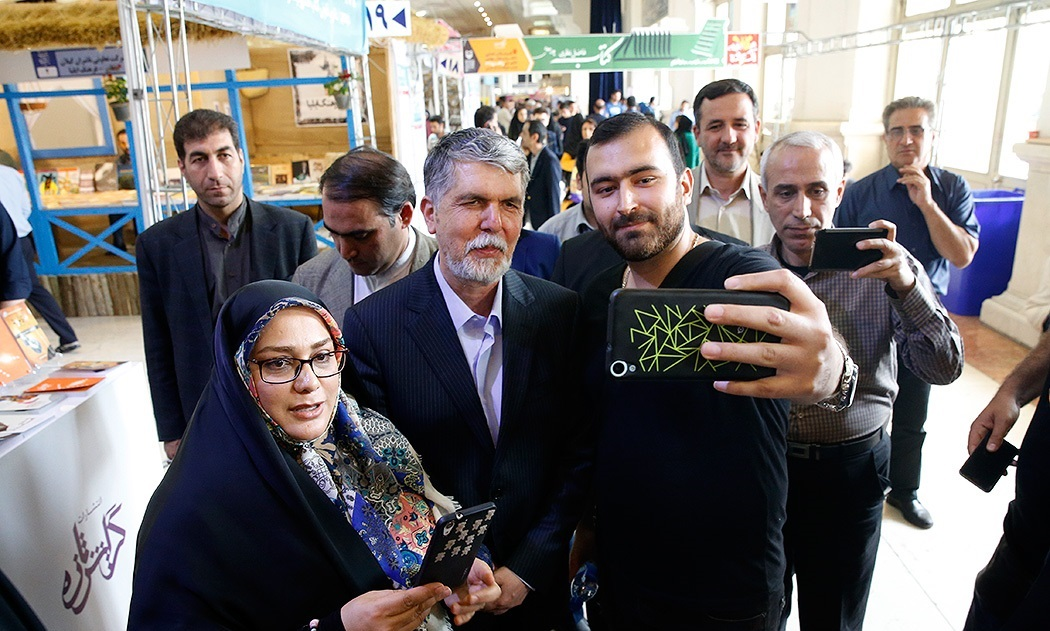
سید عباس صالحی در نمایشگاه بین‌المللی کتاب تهران

سید عباس صالحی در ۲۲ دی ۱۴۰۰ در نشستی با حضور حمید شهریاری، دبیرکل مجمع تقریب مذاهب اسلامی به عنوان رئیس دانشگاه مذاهب اسلامی منصوب شد. پیش از وی سید محمد حسینی، معاون امور مجلس وقت رئیس‌جمهور ایران رئیس این دانشگاه بود.

## مدیرمسئول روزنامهاطلاعات
پس از درگذشت سید محمود دعایی (مدیرمسئول سابق روزنامه اطلاعات از سال ۱۳۵۹)، روز چهارشنبه ۱۸ خرداد ۱۴۰۱ طی حکمی از سوی رهبر جمهوری اسلامی ایران، صالحی به عنوان نماینده ولی فقیه و مدیرمسئول جدید روزنامه اطلاعات منصوب شد.

## تألیفات
از تالیفات عباس صالحی می‌توان به ‎تفسیر راهنما اشاره کرد که در آن، نقش پژوهشگر را داشته است. کتاب حوزه و روحانیت و دانشگاه و دانشجو از دیگر تالیفات او هستند. البته ۲۲ مقاله هم نوشته که از آن جمله می‌توان به ابوذر امام، اسوه امام، امام و سلوک تفسیری و … اشاره کرد.